# Bureau américain pour l'innovation
Le Bureau américain pour l'innovation (en anglais: Office of American Innovation) est un bureau de la Maison-Blanche créé par l'administration Trump le 27 mars 2017. Le bureau avait pour objectif d'assurer la liaison entre la Maison Blanche et l'industrie technologique américaine, dans l'esprit de réformer la bureaucratie fédérale en appliquant des principes pragmatiques issus du monde des affaires.
Il a été dissous en 2021 après la victoire de Joe Biden à l'élection présidentielle. 

## Composition
Le Bureau est dirigé par Jared Kushner. Les autres membres sont :
- le chef du cabinet
- le conseiller principal du président
- le conseiller chargé des affaires économiques
- le conseiller chargé des politiques nationales
- le conseiller chargé des initiatives stratégiques
- le conseiller chargé des initiatives intergouvernementales et technologiques
- la conseillère principale du président pour les initiatives économiques
- l’assistante du président pour les communications stratégiques
- le chef de cabinet du vice-président
- le secrétaire du président

En février 2018, les organisations « Democracy Forward Foundation » et « Food & Water Watch » portent plainte contre l'OAI pour lui demander de se conformer à la loi sur la liberté de l'information.